# Hermetia myieriades
Hermetia myieriades är en tvåvingeart som beskrevs av Speiser 1913. Hermetia myieriades ingår i släktet Hermetia och familjen vapenflugor. Inga underarter finns listade i Catalogue of Life.